# Carl-Martin Edsman
Carl-Martin Edsman (født 26. juli 1911 i Malmberget, død 22. januar 2010 i Uppsala) var en svensk præst og professor i religionshistorie ved Uppsala universitet.
Edsman blev student i 1930 og begyndte at studere ved Uppsala universitet, hvor han blev teol. kand. i 1935, samt teol. lic. i 1938 og teol. dr. i 1941. I perioden 1938–1939 boede han i Sorbonne i Paris. Han var preceptor i religionshistorie i Uppsala fra 1950 til 1959 og professor fra 1978. Hans videnskabelige arbejde omfattede emnene teologi, relgionshistorie, religionspsykologi og religionsociologi